# Frühlings-Flattergras
Das Frühlings-Flattergras (Milium vernale) ist eine Art aus der Gattung der Flattergräser (Milium) innerhalb der Familie der Süßgräser (Poaceae).

## Beschreibung

### Vegetative Merkmale
Das Frühlings-Flattergras ist ein einjähriges Gras, das 10 bis 20 (bis 40) Zentimeter hoch wird. Es wächst in Büscheln oder in einzelnen Halmen. Die Halme sind glatt und nur im oberen Teil rau. Die Blattscheiden sind gerieft und kahl. Das Blatthäutchen ist spitz und 4 bis 7 Millimeter lang. Die Blattspreiten sind bis 10 Zentimeter lang und 3 Millimeter breit und rau.

### Generative Merkmale
Blütezeit ist April bis Juni. Die Blütenrispe ist 2 bis 10 Zentimeter lang und meist zusammengezogen. Ihre Seitenäste sind aufrecht bis anliegend, geschlängelt, und wie die Hauptachse der Rispe rau. Die Ährchen sind einblütig und 1,8 bis 4,1 Millimeter lang. Die Deckspelzen sind 1,7 bis 2,6 Millimeter lang, glatt, glänzend und kahl. Sie sind deutlich kürzer als die Hüllspelzen.

## Vorkommen
Das Frühlings-Flattergras kommt vom Mittelmeerraum nördlich bis Belgien und die Niederlande und östlich bis Zentralasien vor. Es gedeiht auf Dünen, in küstennahen Laubwäldern und Gebüschen.

## Taxonomie und Systematik
Das Frühlings-Flattergras wurde 1808 von Friedrich August Marschall von Bieberstein in Flora Taurico-Caucasica exhibens stirpes phaenogamas, in Chersoneso Taurica et regionibus caucasicis sponte crescentes S. 53 als Milium vernale erstbeschrieben.
Man kann sechs Unterarten unterscheiden:
- Milium vernale subsp. alexeenkoi (Tzvelev) Prob.: Sie kommt im Kaukasusraum vor.[4]
- Milium vernale subsp. intermedium Prob.: Sie kommt in Europa in Spanien, Italien, Ungarn und Rumänien vor.[4]
- Milium vernale subsp. montianum (Parl.) K.Richt.: Sie kommt in Europa in Frankreich, Sizilien, Griechenland und Kreta vor.[4]
- Milium vernale subsp. sarniense D.C.McClint.: Die 1986 erstbeschriebene Unterart kommt nur im nördlichen Guernsey vor.[3]
- Milium vernale subsp. scabrum (Rich.) K.Richt. (Syn.: Milium scabrum Rich.): Sie kommt in Spanien, Frankreich, Italien und in den Niederlanden vor.[4]
- Milium vernale M. Bieb. subsp. vernale: Sie kommt vom Mittelmeerraum bis West- und Zentralasien vor.[3]